# Cao Bằng (Provinz)
Cao Bằng [kˌaːoː bˈaŋ] ist eine Provinz (tỉnh) von Vietnam. Sie liegt im Nordosten des Landes in der Region Đông Bắc. Die Provinz ist gebirgig und stark bewaldet. Die Bevölkerung lebt hauptsächlich von der Land- und Forstwirtschaft.

## Tourismus
Eine Sehenswürdigkeit der Provinz ist der Bản-Giốc-Wasserfall. In der Nähe der Wasserfälle liegt das Dorf Khuổi Ky. Außerdem liegt der Angels-Eye Mountain in dieser Provinz.

## Bezirke
Cao Bằng gliedert sich in 13 Bezirke:
- 12 Landkreise (huyện): Bảo Lạc, Bảo Lâm, Hạ Lang, Hà Quảng, Hoà An, Nguyên Bình, Phục Hòa, Quảng Uyên, Thạch An, Thông Nông, Trà Lĩnh, Trùng Khánh
- 1 Provinzstadt (Thành phố trực thuộc tỉnh): Cao Bằng (Hauptstadt)

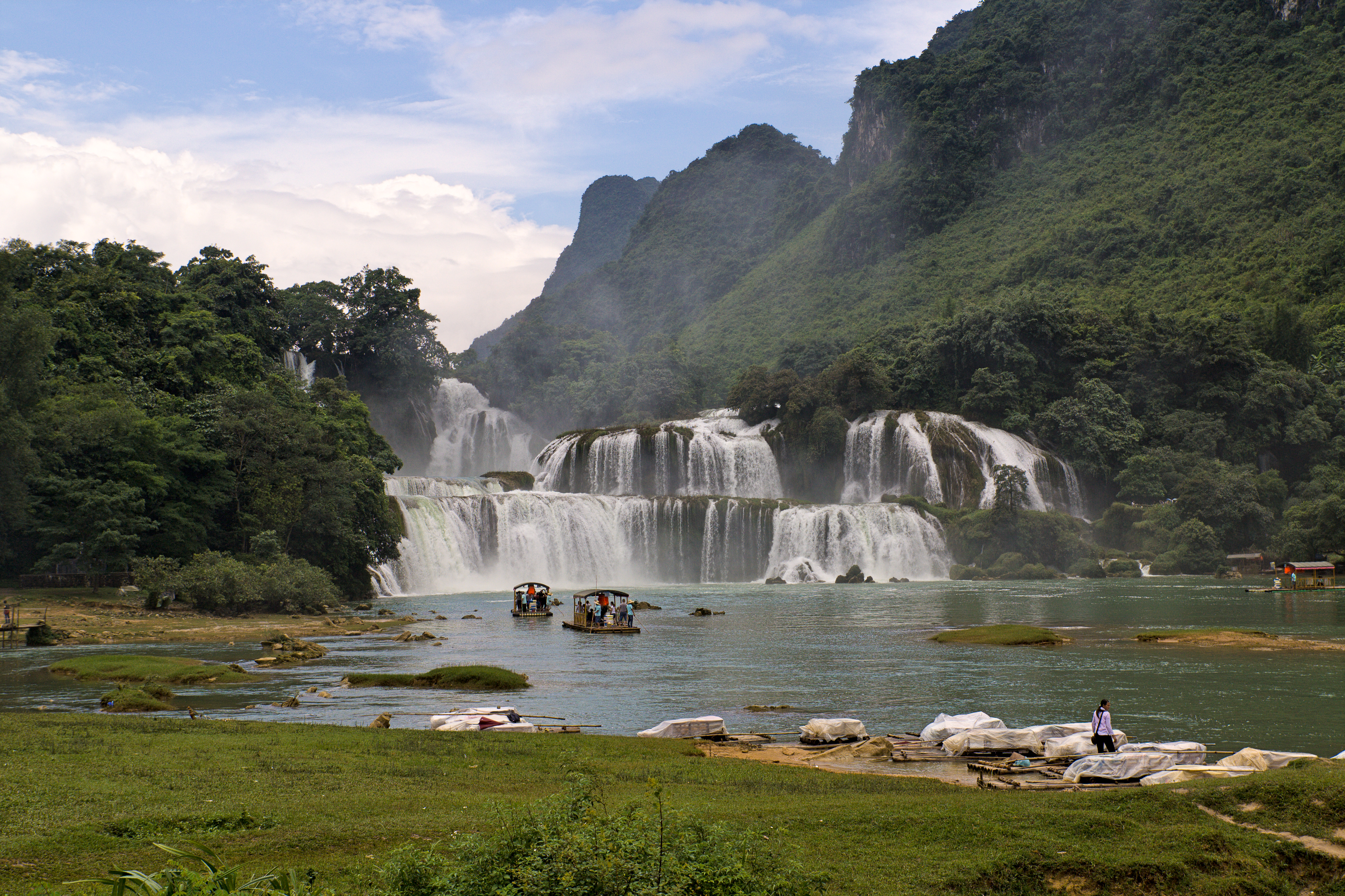
Bản-Giốc-Wasserfälle nördlich von Cao Bằng an der chinesischen Grenze
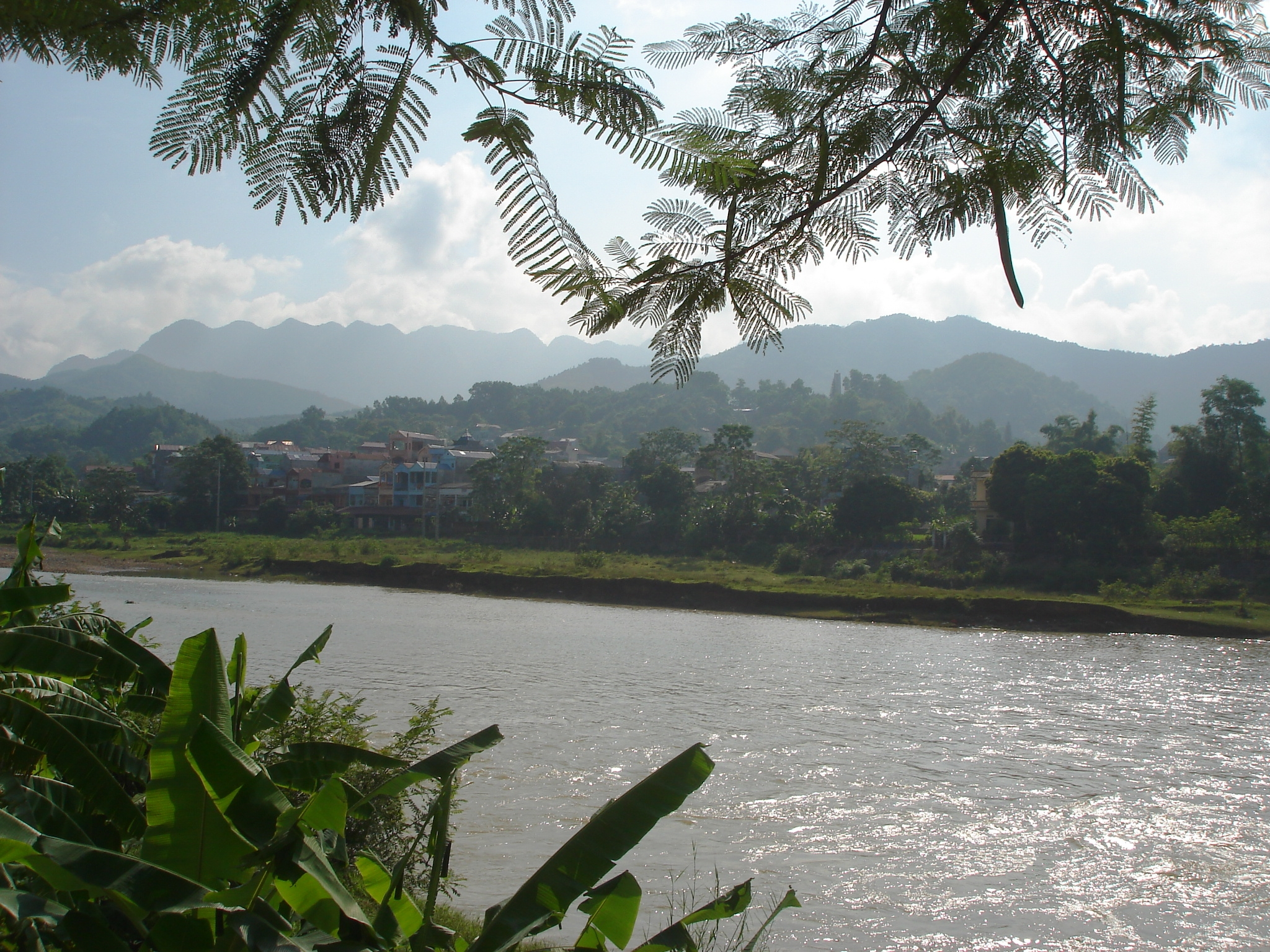
Morgenstimmung in der Provinzhauptstadt Cao Bằng
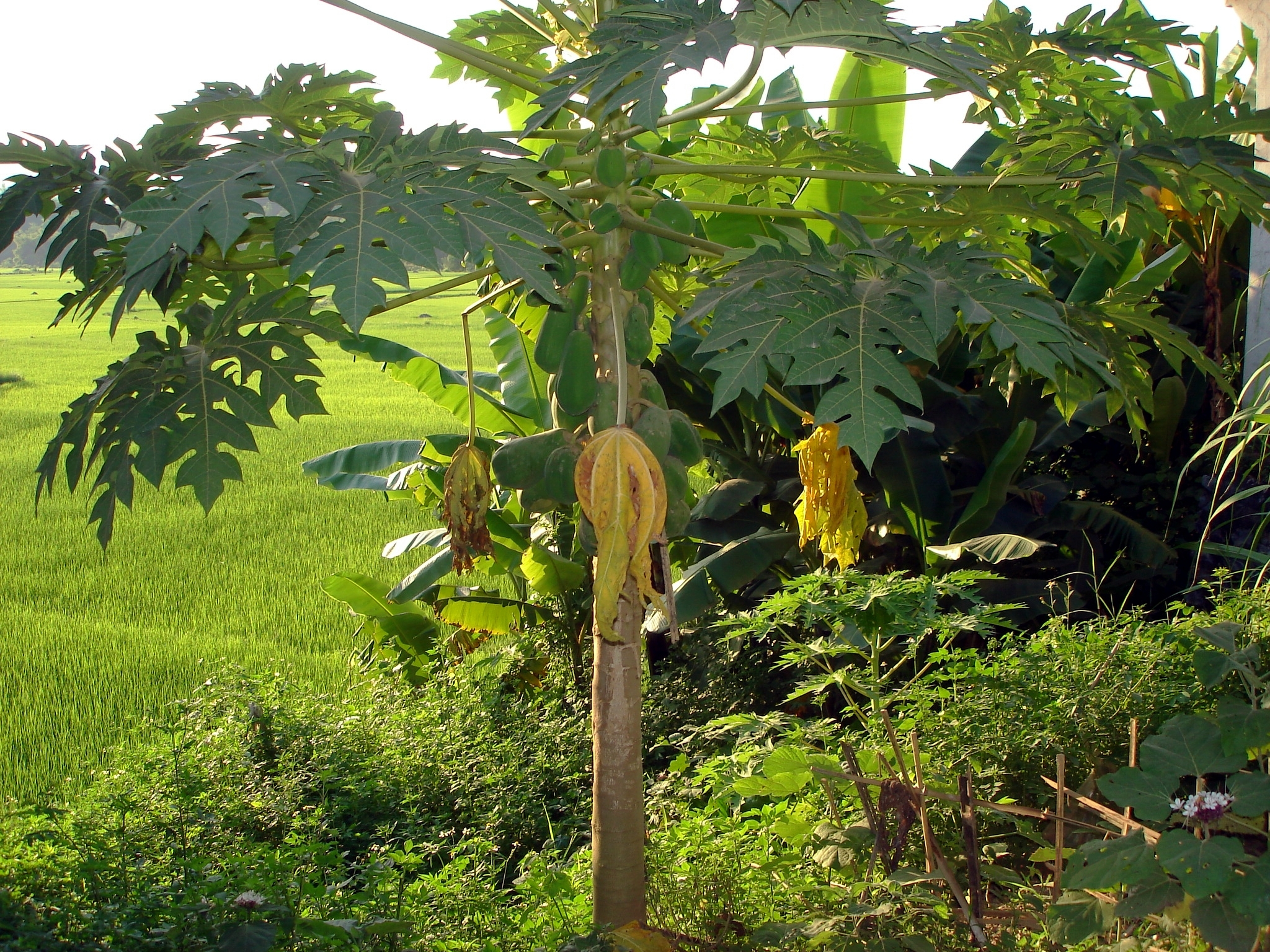
Reisfeld im spätnachmittaglichen Licht nahe Cao Bằng
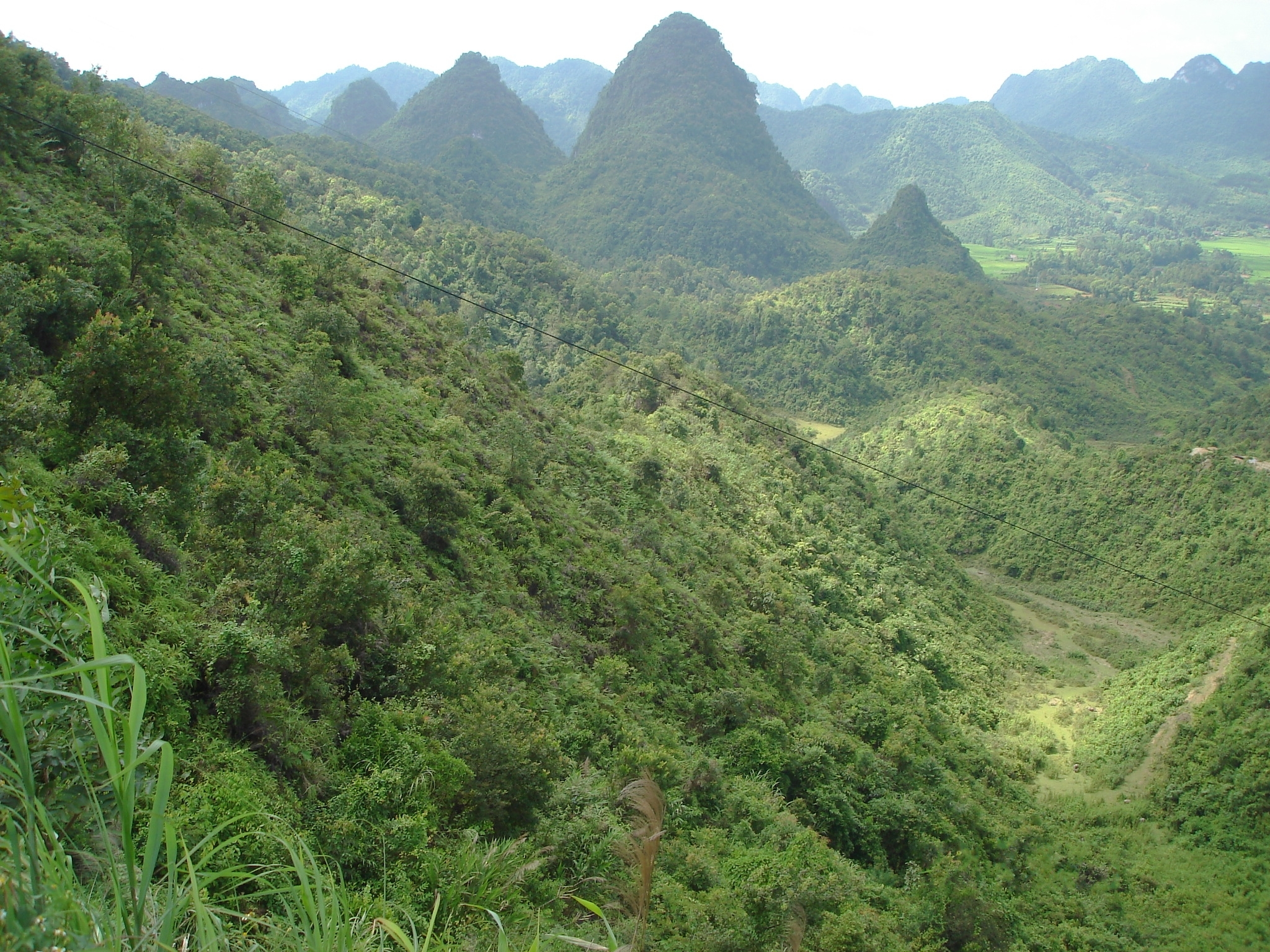
Karstkegel auf dem Weg zum Bản-Giốc-Wasserfall
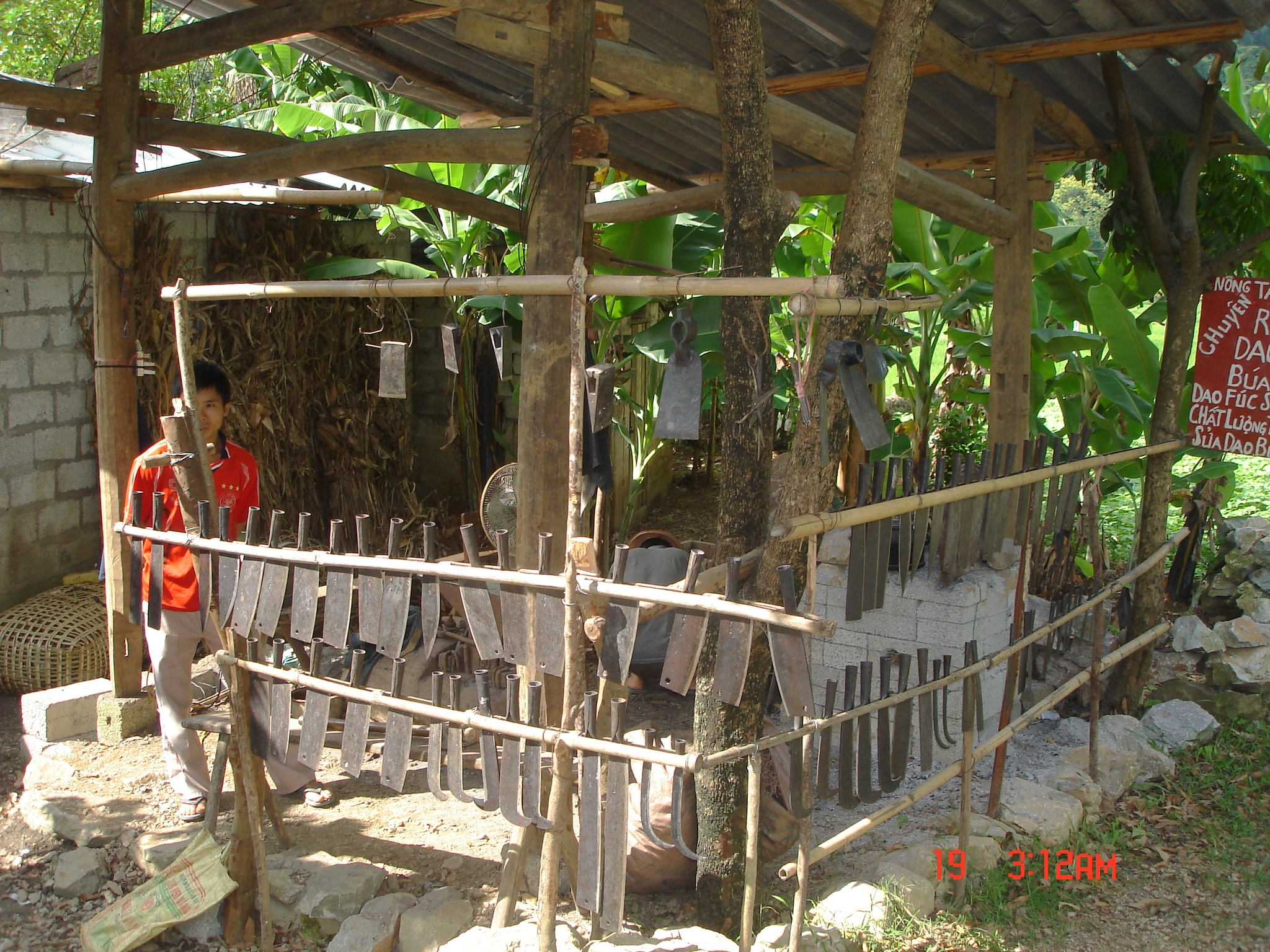
Die Nung sind große Schmiedemeister der Region